# Завидинце
Завидинце је насеље у Србији у општини Бабушница у Пиротском округу. Према попису из 2022. било је 216 становника. Представља сеоско насеље разбијеног типа, које лежи у Горњем Заплању, на нижим падинама Суве Планине (1810 м), између Куле (989 м), Горунове главе (787 м) и Падежа (773 м), 23 км југозападно од општинског центра Бабушнице. Назив, по предању, потиче од имена освајача - Завида. Просторно се развија у висинском појасу од 400 - 500 метара надморске висине.
Насеље је подељено на 28 махала: Брнзинци, Петковци, Бушњаци, Трoпшињци, Тричковци, Ивановци, Карабелци, Бошковци, Јоркинци, Допавловци, Лепојинци, Село, Циган-малу, Живковци, Чочинци, Рајковци, Барци, Векинци, Бабаружинци, Нешинци, Бабаперинци, Загорци, Букова глава, Вуштинци итд.

## Историја
Основано је на месту где су пронађени трагови насељености из античког доба (остаци грађевина, керамике итд.). Помиње се у једном списку из 1576/77. године под називом Завидинче. Након ослобођења од Турака броји 57 домаћинства и 440 житеља (1879). Са првобитне локације, поред Манастирске реке, након Првог светског рата, премештено је на данашњу локацију, ближе путу Гаџин Хан - Бабушница.

## Образовање и култура
У селу се налази манастир светог великомученика Георгија, познат у народу и као манастир светог пророка Илије, четворогодишња основна школа, спомен-чесма борцима палим у Првом и Другом светском рату, дом културе (изграђен 1948. године), здравствена амбуланта. У атару насеља пронађено је лежиште бетонита, као и каменог угља.

## Демографија
У насељу Завидинце живи 452 пунолетна становника, а просечна старост становништва износи 54,3 година (51,8 код мушкараца и 56,8 код жена). У насељу има 208 домаћинстава, а просечан број чланова по домаћинству је 2,42. Становништво је српско (слави Св. Николу, Св. Јована и Св. Стефана), а сеоска слава је Спасовдан. Становништво је староседелачко и досељено у 19. веку из Црне Траве.
Ово насеље је великим делом насељено Србима (према попису из 2002. године), а у последња три пописа, примећен је пад у броју становника.
|  |

| Демографија | Демографија | Демографија |
| Година      | Становника  | Становника  |
| ----------- | ----------- | ----------- |
| 1948.       | 1.369       |             |
| 1953.       | 1.419       |             |
| 1961.       | 1.335       |             |
| 1971.       | 1.119       |             |
| 1981.       | 926         |             |
| 1991.       | 714         | 663         |
| 2002.       | 503         | 516         |
| 2011.       | 356         |             |
| 2022.       | 216         |             |

| Етнички састав према попису из 2002.‍ | Етнички састав према попису из 2002.‍ | Етнички састав према попису из 2002.‍ | Етнички састав према попису из 2002.‍ | Етнички састав према попису из 2002.‍ |
| ------------------------------------ | ------------------------------------ | ------------------------------------ | ------------------------------------ | ------------------------------------ |
|                                      |                                      |                                      |                                      |                                      |
| Срби                                 | Срби                                 |                                      | 488                                  | 97,01%                               |
| Роми                                 | Роми                                 |                                      | 11                                   | 2,18%                                |
| Бугари                               | Бугари                               |                                      | 1                                    | 0,19%                                |
| непознато                            | непознато                            |                                      | 3                                    | 0,59%                                |

| \| \| м \| \| \| ж \| \| ? \| 0 \| \| \| 1 \| \| 80+ \| 11 \| \| \| 21 \| \| 75—79 \| 17 \| \| \| 27 \| \| 70—74 \| 29 \| \| \| 20 \| \| 65—69 \| 35 \| \| \| 47 \| \| 60—64 \| 34 \| \| \| 40 \| \| 55—59 \| 20 \| \| \| 10 \| \| 50—54 \| 9 \| \| \| 14 \| \| 45—49 \| 10 \| \| \| 13 \| \| 40—44 \| 11 \| \| \| 4 \| \| 35—39 \| 8 \| \| \| 7 \| \| 30—34 \| 13 \| \| \| 8 \| \| 25—29 \| 16 \| \| \| 9 \| \| 20—24 \| 11 \| \| \| 2 \| \| 15—19 \| 4 \| \| \| 8 \| \| 10—14 \| 7 \| \| \| 8 \| \| 5—9 \| 10 \| \| \| 7 \| \| 0—4 \| 7 \| \| \| 5 \| \| Просек : \| 51,8 \| \| \| 56,8 \| |      |  |  |      |
| |      |  |  |      |
| | м    |  |  | ж    |
| ? | 0    |  |  | 1    |
| 80+ | 11   |  |  | 21   |
| 75—79 | 17   |  |  | 27   |
| 70—74 | 29   |  |  | 20   |
| 65—69 | 35   |  |  | 47   |
| 60—64 | 34   |  |  | 40   |
| 55—59 | 20   |  |  | 10   |
| 50—54 | 9    |  |  | 14   |
| 45—49 | 10   |  |  | 13   |
| 40—44 | 11   |  |  | 4    |
| 35—39 | 8    |  |  | 7    |
| 30—34 | 13   |  |  | 8    |
| 25—29 | 16   |  |  | 9    |
| 20—24 | 11   |  |  | 2    |
| 15—19 | 4    |  |  | 8    |
| 10—14 | 7    |  |  | 8    |
| 5—9 | 10   |  |  | 7    |
| 0—4 | 7    |  |  | 5    |
| Просек : | 51,8 |  |  | 56,8 |

| Година пописа     | 1948. | 1953. | 1961. | 1971. | 1981. | 1991. | 2002. |
| ----------------- | ----- | ----- | ----- | ----- | ----- | ----- | ----- |
| Број домаћинстава | 213   | 229   | 246   | 278   | 275   | 261   | 208   |

| Број чланова      | 1  | 2  | 3  | 4  | 5 | 6 | 7 | 8 | 9 | 10 и више | Просек |
| ----------------- | -- | -- | -- | -- | - | - | - | - | - | --------- | ------ |
| Број домаћинстава | 48 | 96 | 29 | 16 | 9 | 6 | 2 | 1 | 1 | 0         | 2,42   |

| Пол    | Укупно | Неожењен/Неудата | Ожењен/Удата | Удовац/Удовица | Разведен/Разведена | Непознато |
| ------ | ------ | ---------------- | ------------ | -------------- | ------------------ | --------- |
| Мушки  | 228    | 43               | 159          | 25             | 1                  | 0         |
| Женски | 231    | 14               | 171          | 45             | 1                  | 0         |
| УКУПНО | 459    | 57               | 330          | 70             | 2                  | 0         |

| Пол    | Укупно                    | Пољопривреда, лов и шумарство | Рибарство                            | Вађење руде и камена | Прерађивачка индустрија       |
| ------ | ------------------------- | ----------------------------- | ------------------------------------ | -------------------- | ----------------------------- |
| Мушки  | 103                       | 84                            | 0                                    | 0                    | 5                             |
| Женски | 72                        | 67                            | 0                                    | 0                    | 1                             |
| Укупно | 175                       | 151                           | 0                                    | 0                    | 6                             |
|        |                           |                               |                                      |                      |                               |
| Пол    | Производња и снабдевање   | Грађевинарство                | Трговина                             | Хотели и ресторани   | Саобраћај, складиштење и везе |
| Мушки  | 3                         | 2                             | 5                                    | 0                    | 1                             |
| Женски | 0                         | 0                             | 2                                    | 0                    | 0                             |
| Укупно | 3                         | 2                             | 7                                    | 0                    | 1                             |
|        |                           |                               |                                      |                      |                               |
| Пол    | Финансијско посредовање   | Некретнине                    | Државна управа и одбрана             | Образовање           | Здравствени и социјални рад   |
| Мушки  | 0                         | 0                             | 0                                    | 1                    | 0                             |
| Женски | 0                         | 0                             | 0                                    | 0                    | 1                             |
| Укупно | 0                         | 0                             | 0                                    | 1                    | 1                             |
|        |                           |                               |                                      |                      |                               |
| Пол    | Остале услужне активности | Приватна домаћинства          | Екстериторијалне организације и тела | Непознато            | Непознато                     |
| Мушки  | 0                         | 0                             | 0                                    | 2                    | 2                             |
| Женски | 0                         | 0                             | 0                                    | 1                    | 1                             |
| Укупно | 0                         | 0                             | 0                                    | 3                    | 3                             |

## Галерија
- Главна улица
- Кућа поред пута
- Некадашњи "Задружни дом и дом културе"
- Стара школа
- Бунар
- Једна нова кућа
- Поглед из зеленила
- Куће 2017.г.
- 2012. година
- Табла на уласку у село
- Споменик у центру села